# Traité établissant une Constitution pour l'Europe
Pour les articles homonymes, voir Traité de Rome.
 (janvier 2014).
 (janvier 2014).
- Si vous ne connaissez pas le sujet, laissez ce bandeau (vous pouvez alors contacter les auteurs).
- Si vous supprimez le contenu mis en cause (vous pouvez préalablement contacter les auteurs),

argumentez précisément cette suppression dans la page de discussion
(un manque de référence n'est pas un argument ; une recherche réelle de référence doit avoir été effectuée, être formellement documentée).
Lire en ligne

Traité établissant une Constitution pour l’Europe

Le traité établissant une Constitution pour l'Europe, communément nommé Constitution européenne, traité constitutionnel, mais aussi traité de Rome II ou traité de Rome de 2004, parfois abrégé TECE ou TCE, est adopté à Rome par les chefs d'État et de gouvernement de l'Union européenne le 29 octobre 2004. Ce traité aurait dû entrer en vigueur le 1er novembre 2006, à condition d'avoir été ratifié par chacun des vingt-cinq États signataires, ce qui n'a pas été le cas in fine.
En raison de cet échec, un nouveau traité, le traité de Lisbonne, est créé pour remplacer ce traité constitutionnel. Il reprend la majorité des changements qui se trouvaient dans le traité constitutionnel, mais sous forme d'amendements. Son principe est arrêté le 23 juin 2007 lors du Conseil européen de Bruxelles et son texte approuvé par le Conseil européen de Lisbonne le 19 octobre 2007.
La Bulgarie, la Roumanie et la Turquie faisant également partie des signataires à Rome (à titre d'observateurs). L'entrée en vigueur de ce traité aurait dû également concerner les deux premiers, dès le 1er janvier 2007, après la ratification de leur traité d'adhésion signé à Luxembourg le 25 avril 2005.

## Motivations
Deux raisons principales ont été avancées pour justifier l'élaboration de ce traité :
- une certaine difficulté de faire fonctionner une Europe à vingt-cinq avec les mêmes règles que pour une Europe à quinze ;
- une volonté de réunir dans un texte unique les différents traités qui se sont succédé au fil des ans, depuis le traité fondateur de la Communauté européenne du charbon et de l'acier (CECA), en 1951, jusqu'au traité de Nice de 2001, de façon à les rendre plus lisibles et compréhensibles pour les citoyens européens, ce dernier point échouant du fait de la très grande complexité de cette Constitution.

Trois évolutions majeures :
- l’Union européenne est appelée à remplacer l'actuelle Communauté européenne et l’Union européenne ;
- les trois piliers (les Communautés européennes, la Politique étrangère et de sécurité commune (PESC) et la coopération policière et judiciaire en matière pénale) auraient été fusionnés, bien qu’avec le maintien de procédures particulières dans le domaine de la politique étrangère, de sécurité et de défense ;
- les traités CE et UE, ainsi que tous les traités qui les ont modifiés et complétés, auraient été remplacés par un traité unique.

## Point de vue juridique
D'un point de vue juridique, le texte n'était pas formellement la Constitution d'un État. Ce traité établissant une Constitution pour l'Europe, intitulé retenu par les parties contractantes, n'avait pas pour vocation affichée de créer un État européen fédéral ou supranational. Ce texte était un traité qui établirait une Constitution, comme l'indique son préambule, une fois ratifié. À ce titre, dans les domaines de compétence de l'Union, elle primait sur le droit des États membres (article I-6), ce qui était d'ailleurs déjà souvent le cas sous l'empire des traités existants. En prévision de celle-ci, la plupart des États membres avait amendé leur propre Constitution nationale pour permettre ce transfert de souveraineté.
La nature de l'Union européenne, par ce traité, aurait ainsi pu ressembler à celle d'une confédération, avec un transfert significatif de compétences des États membres et souverains dans les domaines de la monnaie, du commerce, etc.
Toute modification ultérieure de la Constitution aurait exigé un accord unanime des États membres et, en règle générale, la ratification par une majorité d'au moins 4/5 de ceux-ci ; toutefois, pour certaines modifications, par exemple pour étendre le champ du vote à la majorité qualifiée, un accord unanime au sein du Conseil européen (donc des gouvernements) aurait été suffisant.

## Élaboration du texte
La Convention sur l'avenir de l'Europe est créée lors du Conseil européen des 14 et 15 décembre 2001 (ou Conseil européen de Laeken), qui a aussi nommé Valéry Giscard d'Estaing à la présidence de cette Convention européenne.
Il s'agit d'une institution provisoire chargée, à partir de 2002, d'engager un débat sur l'avenir de l'Union européenne, dans la perspective d'une conférence intergouvernementale.
Après 15 mois de travaux, elle aboutit, en juin 2003, au projet repris, pour l'essentiel, dans le Traité établissant une Constitution pour l'Europe de 2004. Dans les réformes institutionnelles, sont proposées notamment l'extension du vote à la majorité qualifiée, ce qui étend les pouvoirs du Parlement européen, et aussi de modifier la définition de la majorité qualifiée qui (selon le traité de Nice) était au détriment des grands pays.

## Remarque préliminaire

Logo pour une Constitution pour l'Europe.

L'idée de Constitution prend racine dans l'Europe continentale. Néanmoins l'idée de Constitution définie au sens strict du terme est à l'opposé de la culture britannique.
Le terme « Constitution » semble avoir eu son importance dans les victoires du non dans les pays l'ayant refusé. Ainsi, la notion-même de Constitution pour l'Europe peut être interprétée comme une limitation dans la souveraineté des États.
Par ailleurs le projet prévoit des étapes de transition. Le champ d’application de la majorité qualifiée déterminé par la Constitution devenait lui effectif dès l’entrée en vigueur de la Constitution. Par ailleurs des mesures temporaires étaient prévues pour la composition du Parlement européen, et ce pour la législature 2004-2009.
Le protocole (34) sur les dispositions transitoires relatives aux institutions et organes de l'Union reprenait la majorité des dispositions transitoires, qui cessaient le 31 octobre 2009. Le texte devait être ratifié avant octobre 2006 par les vingt-cinq États membres de l'Union pour entrer en vigueur.
Si toutefois le traité venait à être ratifié par les quatre cinquièmes des États membres et qu'un ou plusieurs États membres avaient rencontré des difficultés pour procéder à la ratification, le Conseil européen se voyait saisi de la question. Le projet prévoyait un délai de deux ans pour les États membres afin qu'ils procèdent à la ratification.

## Héritage chrétien
L'un des débats ayant précédé la ratification du traité constitutionnel concerne la mention historique de l'héritage chrétien du continent. Un premier projet de préambule mentionnait la philosophie des Lumières, mais pas le christianisme. Parmi les partisans de la mention du christianisme figuraient Angela Merkel et surtout les représentants de la Pologne (indépendamment du parti au pouvoir). La France fut le principal opposant à l'inclusion de cet héritage religieux dans le traité constitutionnel. Valéry Giscard d'Estaing était d'avis qu'il ne pouvait être fait mention du christianisme sans mentionner les autres religions présentes ; d'autre part, le gouvernement de Jacques Chirac était fermement attaché à la laïcité à la française, avec une stricte séparation entre État et culte public,. Aucune référence à cet héritage ne fut ajoutée.
Ultérieurement, le 8 mai 2016, Pierre Moscovici, alors commissaire européen chargé de l'économie, déclare sur BFM Radio qu'il ne « cro[it] pas aux origines chrétiennes de l'Europe »,.

## Contexte du traité

### Élargissement de l'UE
Le 16 avril 2003, huit pays d'Europe de l'Est (la République tchèque, l'Estonie, la Lettonie, la Lituanie, la Hongrie, la Pologne, la Slovénie et la Slovaquie) et deux pays méditerranéens (Chypre, Malte) signent à Athènes le traité de leur adhésion avec l'UE, qui deviendra ainsi l'Europe des Vingt-Cinq à partir du 1er mai 2004 et jusqu'au 1er janvier 2007.

### Cérémonie de signature
À Rome, le 29 octobre 2004, a été signé le deuxième traité de Rome, celui dit « de la Constitution européenne », entre les vingt-cinq États membres de l'Union, mais également — pour l'acte final — par trois pays candidats (Bulgarie, Roumanie et Turquie). Une déclaration a également été signée par la Croatie en tant qu'observateur (ses négociations d'adhésion ne devaient débuter qu'après le 1er janvier 2005 et avaient été retardées sine die pour être reprises en octobre 2005). Ce texte était traduit dans les vingt langues officielles de l'Union en plus de l'irlandais, ainsi qu'en bulgare, roumain et turc (dont les versions, bien qu'officielles, ne faisaient pas encore foi au sens de l'article IV-448(1) du traité et ne seraient devenues à leur tour versions officielles que lors de l'entrée en vigueur dudit traité d'adhésion).
Il a été signé sur la colline du Capitole, siège actuel de la mairie de la ville de Rome, dans la salle des Horaces et des Curiaces, celle-là même où avait été déjà signé le Ier traité de Rome (le 25 mars 1957) instituant la Communauté économique européenne. La règle aurait voulu qu'il fût signé en Irlande, État qui présidait l'Union, lors de son adoption, en juin 2004.
Voir la liste des signataires du traité de Rome de 2004.

### Traité établissant une Constitution pour l'Europe
Projet adopté par consensus par la Convention européenne les 13 juin et 10 juillet 2003 et remis au président du Conseil européen à Rome le 18 juillet 2003. Ce texte* a été retouché par la Conférence intergouvernementale. Le texte final fut adopté par les chefs d'État et de gouvernement des Vingt-Cinq le 19 juin 2004 au Conseil européen de Bruxelles. Il a été signé formellement à Rome le 29 octobre 2004 (2e traité de Rome après le traité de 1957). Il ne serait entré en vigueur qu'une fois ratifié par chacun des États membres.

### Ratifications

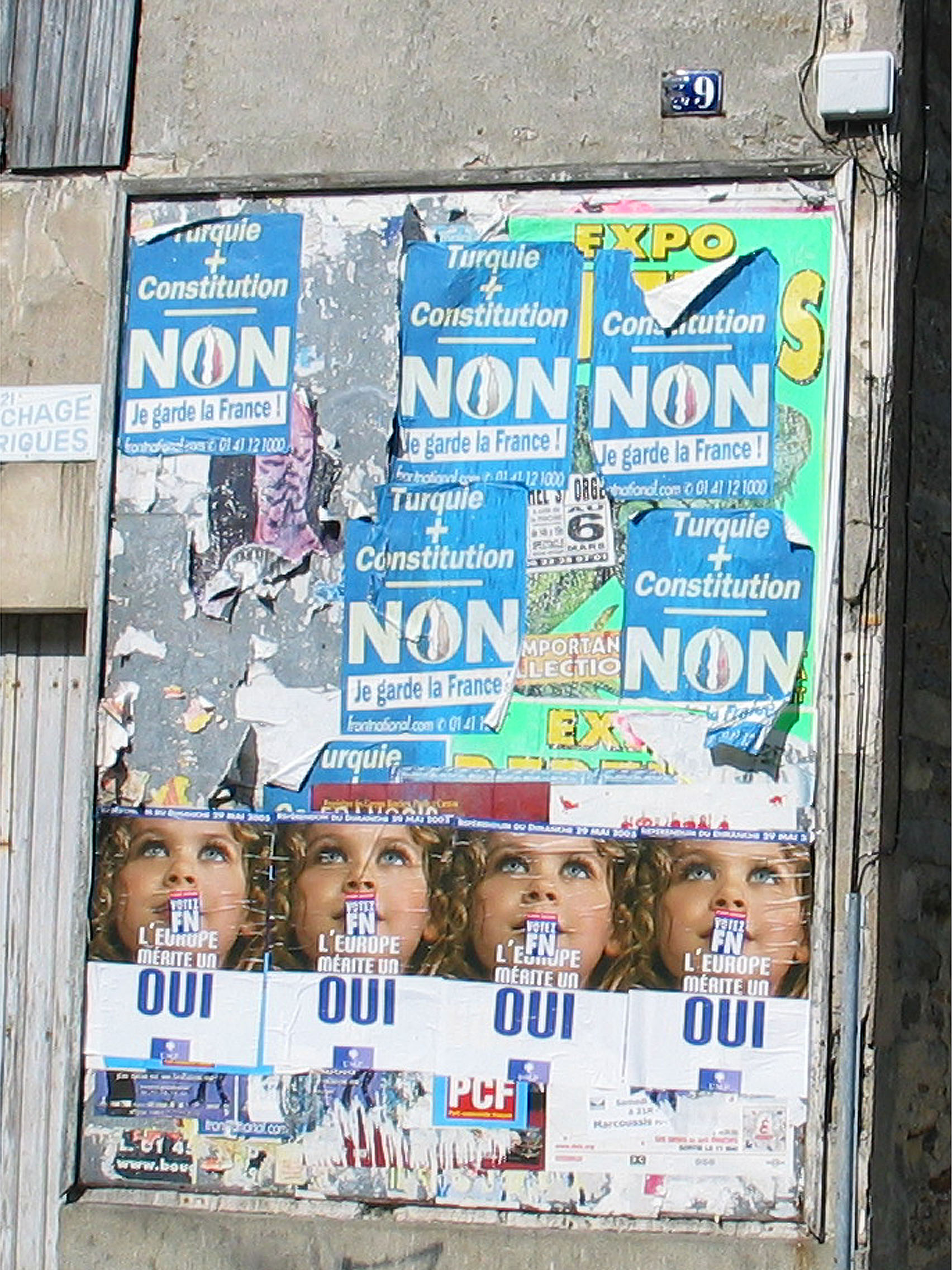
Des affiches en France lors du référendum sur la Constitution.

Le traité constitutionnel devait être ratifié par chacun des vingt-cinq États membres de l'Union en 2004, selon les règles en vigueur dans chaque État, le plus souvent par voie parlementaire et dans certains cas par voie référendaire. La démarche de ratification devait être achevée dans les deux ans qui suivaient la signature du traité, autrement dit avant le 29 octobre 2006. Au cas où certains États ne déposeraient pas leurs instruments de ratification avant cette date, ce qui a été le cas, l'article IV-443 précise que « le Conseil européen se saisit de la question ». La Déclaration no 30 précise que si les quatre cinquièmes des États n'ont pas ratifié avant le 29 octobre 2006, le Conseil européen se saisit de la question.

#### Ratification par vote parlementaire

Ratifications dans les pays membres et candidats
Oui – Inclus dans traité d'adhésion
Oui – Vote du parlement
Oui – Réferendum
Non – Réferendum
Réferendum annulé et jamais tenu
Réferendum jamais tenu

- La Lituanie ratifie le traité dès le 11 novembre 2004 — précédant ainsi l'Italie dont le gouvernement avait symboliquement approuvé le projet de loi de ratification le soir-même de la signature du traité à Rome.
- En Hongrie, le Parlement a ratifié le traité par 322 voix sur 385, le 20 décembre 2004.
- La Slovénie a ratifié le traité le 1er février 2005.
- L'Autriche ratifie le traité[11] le 25 mai 2005. Le Conseil fédéral, la chambre haute du Parlement autrichien, a ratifié par 59 voix contre 3 la Constitution européenne confirmant la ratification du Conseil national.
- En Italie, le 6 avril 2005, le Sénat a autorisé le Président de la République à ratifier le traité par 217 voix contre 16, confirmant le vote préalable en janvier de la Chambre des députés.
- En Grèce, le 19 avril 2005 le Parlement monocaméral a voté la ratification du traité par 268 votes pour, 17 contre et 15 abstentions ;
- En Lettonie, après quelques erreurs de traductions, la ratification a été figée le 19 avril[12], le Saeima a ratifié le traité le 2 juin 2005, juste après les référendums négatifs français et néerlandais. Sur 100 députés, 71 ont voté en faveur, 5 contre et 6 se sont abstenus, la traduction définitive devrait suivre[13].

- À Chypre, le 30 juin 2005, le Parlement unicaméral a ratifié le traité, avec 30 voix pour, 19 voix contre et une abstention.
- À Malte, le 6 juillet 2005, la Chambre des représentants a voté à l'unanimité et avec des applaudissements la ratification, devenant ainsi le 10e État membre à ratifier le texte.

- La Belgique a achevé la procédure de ratification avec l'approbation du traité par le Parlement flamand le 8 février 2006.
- En Estonie, le Riigikogu a ratifié le traité le 9 mai 2006 (73 voix pour et 1 voix contre, pas d'abstention), les principaux partis politiques estoniens s’étant prononcés en faveur de ce projet. L'Estonie devient ainsi le 13e État membre à ratifier le texte.
- En Finlande, le 13 mai 2006, le Parlement a approuvé par 104 voix (24 contre et 11 abstentions) un rapport gouvernemental tendant à ratifier le traité. Le traité lui-même est ratifié le 5 décembre 2006, par 125 voix pour et 39 contre, faisant de la Finlande le 14e État partie au traité, juste avant la fin de sa présidence tournante de l'Union européenne le 31 décembre 2006. Selon une source européenne, la Finlande n'a pas encore totalement terminé sa procédure d'approbation, étant donné que les instances parlementaires nationales ont voté pour le texte, mais que les îles Åland, qui bénéficient d'un statut d'autonomie, n'ont pas encore voté.[réf. nécessaire]
- La Roumanie et la Bulgarie intègrent l'Union européenne le 1er janvier 2007 par la voie parlementaire, et deviennent parties au traité (en raison de leurs traités d'adhésion respectifs).

#### Ratification par référendum et vote parlementaire
- L'Espagne a voté « oui » lors du référendum consultatif du 20 février 2005[14]. Les Cortes espagnoles ont confirmé ce vote.

« Sí » (pour) : 76,73 % (10 804 464 électeurs)
« No » (contre) : 17,24 % (2 428 409 électeurs)
Blancs et nul : 6,03 % (849 093 électeurs)
Taux de participation : 42,32 %.
Taux d'abstention : 57,68 %.
- Le Luxembourg a voté « oui » le 10 juillet 2005. Le Parlement luxembourgeois a entériné les résultats du référendum fin 2005. C'est le 13e État à ratifier le traité.

« Jo » (pour) : 56,52 % (109 494 électeurs)
Contre : 43,47 % (84 221 électeurs)
Blancs et nuls : 3,04 % (5894 électeurs)

#### Rejet par référendum
- En France, le président de la République Jacques Chirac a décidé de soumettre au référendum le traité établissant une Constitution pour l'Europe[15],[16]. Ce référendum a lieu le 29 mai 2005, le résultat est en majorité « non ».

Résultats définitifs validés par le Conseil constitutionnel :
« Oui » (pour) : 12 808 270 voix (45,33 % des suffrages exprimés)
« Non » (contre) : 15 449 508 voix (54,67 %).
Blancs et nuls : 730 522 voix (2,52 % des votants).
Taux de participation : 69,37 % (28 988 300 électeurs)
Taux d'abstention : 30,63 % (12 800 902 électeurs).
Inscrits sur les listes : 41 789 202 électeurs
(chiffres incluant les Français de l'étranger)
- Les Pays-Bas votent contre le traité[17] lors d'un référendum consultatif, le premier organisé aux Pays-Bas, le 1er juin 2005 :

« Voor » (pour) : 38,4 % (2 940 730 électeurs)
« Tegen » (contre) : 61,6 % (4 705 685 électeurs)
Taux de participation : 62,8 % des électeurs.
Taux d'abstention : 37,2 %.

#### Absence de décision
- En Slovaquie, le 11 mai 2005, le Parlement a approuvé le traité par 116 votes pour, 27 contre et 4 abstentions ; le Président n'a pas encore apposé sa signature sur l'acte.
- En Allemagne, le 27 mai 2005, le Bundesrat a confirmé (sur 16 Länder, 15 voix pour, et une seule abstention, celle du Land de Mecklembourg-Poméranie-Occidentale) le vote préalable très favorable du Bundestag. Le président de la République fédérale d'Allemagne doit encore signer cet instrument, ce qu'il fera lorsque le tribunal constitutionnel aura statué sur le recours déposé par le député CSU (droite souverainiste) Peter Gauweiler opposé au traité. Le tribunal constitutionnel attend la clarification de la situation (cf. Die Welt, 1er novembre 2006). Au sens strict du terme, en l'absence de la signature du Président, l'Allemagne n'a pas ratifié le traité.
- Au Royaume-Uni, le ministre des Affaires étrangères Jack Straw annonce la suspension du référendum sur la Constitution dans son pays le 6 juin 2005 ;
- La République tchèque, après que son président, minoritaire au parlement, eut demandé de suspendre le processus de ratification le 7 juin 2005 (après le double « non » français et néerlandais, puis la décision du Royaume-Uni de suspendre son processus de ratification) décide de demander de poursuivre les ratifications en signant une déclaration commune avec les autres PECO (le 10 juin 2005).
- Bien que le dernier Conseil européen à Bruxelles, présidé par le Luxembourg, ait convenu d'une pause dans le processus de ratification (les déclarations finales du Conseil n'ont toutefois pas de portée juridique), des déclarations diverses et contradictoires ont été faites ensuite. Le Premier ministre luxembourgeois, Jean-Claude Juncker, a décidé que le référendum du 10 juillet se tiendrait à la date prévue, l'Estonie a décidé de continuer sa ratification parlementaire tandis que d'autres pays décidaient de reporter leurs référendums ou votes parlementaires (Suède, Danemark, Portugal notamment). Dans d'autres pays[Lesquels ?], aucune décision claire n'est encore prise.[évasif]

Ainsi, 16 pays ont ratifié le traité. Ce nombre passe à 18 si on considère que la signature du traité par les Présidents de l'Allemagne et de la Slovaquie est une étape nécessaire à la ratification mais qui ne saurait la remettre en cause à terme.
En 2007, ces 18 pays représentent les 2/3 des pays membres de l'Union et 66 % de la population de l'Union.
Il faut noter que ces chiffres ne permettent pas d'apprécier l'adhésion globale des populations à ce texte puisque seules quatre référendums ont eu lieu (deux ratifications : Espagne, Luxembourg, et deux rejets : France, Pays-Bas) contre 14 processus par la voie parlementaire. L'exemple de la France est à cet égard significatif : une nette majorité des députés étaient en faveur d'une ratification qui fut cependant repoussée par 55 % des voix lors du référendum du 29 mai 2005.

#### État des positions des États membres sur la ratification
| Pays               | Date de ratification                                                                            | Mode de ratification | Résultat                           |
| ------------------ | ----------------------------------------------------------------------------------------------- | --- | ---------------------------------- |
| Allemagne          | 12 mai 2005 27 mai 2005                                                                         | Bundestag Conseil fédéral (Bundesrat) | oui                                |
| Allemagne          | ?                                                                                               | Signature du président | -                                  |
| Autriche           | 11 mai 2005 25 mai 2005                                                                         | Conseil national (Nationalrat) Conseil fédéral (Bundesrat) | oui                                |
| Belgique           | 28 avril 2005 19 mai 2005 17 juin 2005 20 juin 2005 29 juin 2005 19 juillet 2005 8 février 2006 | Sénat Chambre des représentants de Belgique Parlement de la Région de Bruxelles-Capitale Parlement de la Communauté germanophone Parlement wallon Parlement de la Communauté française de Belgique Parlement flamand | oui                                |
| Chypre             | 30 juin 2005                                                                                    | Chambre des représentants | oui                                |
| Danemark           | -                                                                                               | Processus de ratification suspendu | Processus de ratification suspendu |
| Espagne            | 20 février 2005 28 avril 2005 18 mai 2005                                                       | Référendum consultatif Congrès des députés Sénat | oui                                |
| Estonie            | 9 mai 2006                                                                                      | Riigikogu | oui                                |
| Finlande           | 5 décembre 2006                                                                                 | Eduskunta | oui                                |
| France             | 29 mai 2005                                                                                     | Référendum | non                                |
| Grèce              | 19 avril 2005                                                                                   | Conseil des Grecs | oui                                |
| Hongrie            | 20 décembre 2004                                                                                | Assemblée nationale | oui                                |
| Irlande            | -                                                                                               | Processus de ratification suspendu | Processus de ratification suspendu |
| Italie             | 25 janvier 2005 6 avril 2005                                                                    | Chambre des députés Sénat de la République | oui                                |
| Lettonie           | 2 juin 2005                                                                                     | Saeima | oui                                |
| Lituanie           | 11 novembre 2004                                                                                | Seimas | oui                                |
| Luxembourg         | 28 juin 2005 10 juillet 2005 25 octobre 2005                                                    | Chambre des députés (premier vote) Référendum consultatif Chambre des députés (deuxième vote) | oui                                |
| Malte              | 6 juillet 2005                                                                                  | Parlement | oui                                |
| Pays-Bas           | 1er juin 2005 2 juin 2005                                                                       | Référendum consultatif Retrait sans vote du projet de loi | non                                |
| Pologne            | -                                                                                               | Processus de ratification suspendu | Processus de ratification suspendu |
| Portugal           | -                                                                                               | Processus de ratification suspendu | Processus de ratification suspendu |
| République tchèque | -                                                                                               | Processus de ratification suspendu | Processus de ratification suspendu |
| Royaume-Uni        | -                                                                                               | Processus de ratification suspendu | Processus de ratification suspendu |
| Slovaquie          | 11 mai 2005 -                                                                                   | Conseil national | oui                                |
| Slovaquie          | 11 mai 2005 -                                                                                   | Signature du président | -                                  |
| Slovénie           | 1er février 2005                                                                                | Assemblée nationale | oui                                |
| Suède              | -                                                                                               | Processus de ratification suspendu | Processus de ratification suspendu |

#### Pays nouveaux membres
La Bulgarie et la Roumanie ont déjà ratifié le traité en ratifiant leur traité d'adhésion (entrée en vigueur au 1er janvier 2007). Voir l'article I.2 de ce traité d'adhésion.
| Bulgarie | 11 mai 2005 | Oui. 231 voix pour, 1 contre.      | Oui. 231 voix pour, 1 contre.      | Signé |
| Roumanie | 17 mai 2005 | Oui. 434 voix pour, aucune contre. | Oui. 434 voix pour, aucune contre. | Signé |

L'article II.1 du même traité les rend également parties au traité de Nice en l'absence de ratification complète du traité constitutionnel, ce qui est le cas.

### Entrée en vigueur
S'il avait été ratifié par tous les États signataires avant le 29 octobre 2006 (les 25 instruments de ratification déposés à Rome), le traité constitutionnel serait entré en vigueur le 1er novembre 2006. À défaut, cette entrée en vigueur se fera le cas échéant « le premier jour du deuxième mois suivant le dépôt de l'instrument de ratification de l'État signataire qui procède le dernier à cette formalité » (article IV-447.2 du traité).
Par ailleurs, la dernière déclaration sur le traité de l'Acte final (no 30) précise que « si à l'issue d'un délai de deux ans [soit après le 29 octobre 2006], les quatre cinquièmes des États membres ont ratifié ledit traité et qu'un ou plusieurs États membres ont rencontré des difficultés pour procéder à ladite ratification, le Conseil européen se saisit de la question ». Les 4⁄5e, c'est-à-dire 20 États sur les 25 États membres signataires du traité, en plus de la Bulgarie et de la Roumanie, considérées rétroactivement comme signataires (dont l'adhésion au 1er janvier 2007 modifie cette proportion). Or, au 1er janvier 2007, 17 États membres ont d'ores et déjà ratifié le traité, 3 ne l'ayant pas ratifié en raison d'un référendum (France et Pays-Bas) ou d'un recours non étudié devant la Cour constitutionnelle fédérale de Karlsruhe (Allemagne) et 7 devant encore commencer leur procédure de ratification (Royaume-Uni, Irlande, Suède, Danemark, République tchèque, Pologne et Portugal).
La chancelière allemande, Angela Merkel, présidente en exercice de l'Union européenne au premier semestre 2007, a cependant déclaré à plusieurs reprises depuis le début de l'année, que 18 États membres ont déjà ratifié le traité, ce qui semble inclure également l'Allemagne dans ce nombre, et « qu'il faut tenir compte de leur avis ».
À Madrid, les 18 États membres qui considèrent avoir ratifié le traité se réunissent le 26 janvier 2007, avec l'appui informel de l'Irlande et du Portugal. Les pays à avoir dit « non » (France et Pays-Bas) et les pays qui semblent hostiles à la ratification (République tchèque en tête) ne sont pas conviés à cette réunion au plus haut niveau. Les 18 pays déclarent : « vouloir travailler sur la base du traité constitutionnel pour parvenir à un accord sur un texte qui préserve sa substance et ses équilibres » avec les États membres qui n'ont pas rejeté la ratification ou qui ne se sont pas encore prononcés. Le principe d'un nouveau texte rédigé par une conférence intergouvernementale au second semestre 2007 et qui serait intitulé traité modificatif (le futur traité de Lisbonne) remplaçant le traité instituant la Communauté européenne par un traité sur le fonctionnement de l'Union et reprenant les bases du traité constitutionnel, est approuvé par les 27 États membres lors du Conseil européen du 23 juin 2007.
Cependant, les nouvelles règles concernant la majorité qualifiée au sein du Conseil européen et du Conseil (article I-25) ne se seraient appliquées qu'à compter du 1er novembre 2009, soit après l'élection du Parlement européen. La modification des règles de désignation des membres de la Commission ne devait quant à elle pas intervenir avant 2014, c'est-à-dire à la fin du mandat de la première Commission désignée après la ratification éventuelle du traité constitutionnel (article I-26.5 et 6). Faute de cette ratification, c'est le traité de Nice qui continuera à s'appliquer.

## Le texte du traité
Le texte comporte 448 articles, répartis en quatre parties, précédés par un préambule.
La première partie s'apparente effectivement à une Constitution, traitant de l'édifice institutionnel communautaire, la seconde partie, dite « Charte des Droits fondamentaux », définit un certain nombre de droits pour les citoyens, dont l'application est sérieusement réduite dans ses deux derniers articles, la troisième partie reprend l'« acquis communautaire », la quatrième partie porte sur les dispositions générales et finales (ratification, modifications, etc). La numérotation des articles est continue, mais chaque numéro d'article est préfixé par le numéro en caractères romains de la partie à laquelle il appartient : la première partie s'achève ainsi avec l'article I-60 et la deuxième partie commence avec l'article II-61.
Au texte du traité sont annexés d'une part 36 protocoles portant sur des sujets particuliers tels que le rôle des Parlements nationaux, l'application des principes de subsidiarité et de proportionnalité ou des questions spécifiques à certains pays, d'autre part une annexe I qui contient une liste de produits soumis à la politique agricole commune et une annexe II qui énumère les pays et territoires d'outre-mer régis par un régime d'association avec l'Union européenne.
Le texte est rédigé dans les vingt langues officielles de l'Union ainsi qu'en irlandais (art. IV-448(1)). Des versions du traité en bulgare, roumain et turc ont également été établies au regard du statut, pour ces trois pays, d'observateurs lors de la rédaction du traité. Elles ne font foi que depuis que les traités d'adhésion (signés le 25 avril 2005 pour la Bulgarie et la Roumanie) ont été ratifiés et sont entrés en vigueur le 1er janvier 2007. Ce n'est pas encore le cas de la version turque (les négociations d'adhésion ont à peine commencé). Les autres pays candidats, la Croatie et la Macédoine, n'ont pas bénéficié du même traitement, les Croates ayant signé seulement une déclaration annexée au traité, en tant que pays observateur, et le statut officiel du candidat macédonien n'avait pas encore été examiné par la Commission.

## Chronologie de l'Union européenne
| Signature Entrée en vigueur Nom du traité | 1948 Traité de Bruxelles                                      | 1951 1952 Traité CECA                             | 1954 1955 Accords de Paris                            | 1957 1958 Traité de Rome (TCEE) Traité Euratom        | 1965 1967 Traité de fusion                            | 1975 1976 institution officieuse    | 1986 1987 Acte unique européen | 1992 1993 Traité de Maastricht (TUE et TCE) | 1992 1993 Traité de Maastricht (TUE et TCE) | 1997 1999 Traité d'Amsterdam (TUE et TCE) | 2001 2003 Traité de Nice (TUE et TCE) | 2007 2009 Traité de Lisbonne (TUE et TFUE) | 2007 2009 Traité de Lisbonne (TUE et TFUE) |  |  |  |  |  |  |  |  |
|                                           |                                                               |                                                   |                                                       |                                                       |                                                       |                                     |                                |                                             |                                             |                                           |                                       |                                            |                                            |  |  |  |  |  |  |  |  |
| Les trois piliers de l'Union européenne   |                                                               |                                                   |                                                       |                                                       |                                                       |                                     |                                |                                             |                                             |                                           |                                       |                                            |                                            |  |  |  |  |  |  |  |  |
| Communautés européennes                   |                                                               |                                                   |                                                       |                                                       |                                                       |                                     |                                |                                             |                                             |                                           |                                       |                                            |                                            |  |  |  |  |  |  |  |  |
|                                           | Communauté européenne de l'énergie atomique (Euratom)         |                                                   |                                                       |                                                       |                                                       |                                     |                                |                                             |                                             |                                           |                                       |                                            |                                            |  |  |  |  |  |  |  |  |
|                                           |                                                               |                                                   | Communauté européenne du charbon et de l'acier (CECA) | Communauté européenne du charbon et de l'acier (CECA) | Communauté européenne du charbon et de l'acier (CECA) | Dissoute en 2002                    | Dissoute en 2002               | Dissoute en 2002                            |                                             | Union européenne (UE)                     | Union européenne (UE)                 |                                            |                                            |  |  |  |  |  |  |  |  |
|                                           |                                                               |                                                   | Communauté économique européenne (CEE)                | Communauté économique européenne (CEE)                | Communauté économique européenne (CEE)                |                                     |                                | Communauté européenne (CE)                  | Communauté européenne (CE)                  | Union européenne (UE)                     | Union européenne (UE)                 |                                            |                                            |  |  |  |  |  |  |  |  |
|                                           |                                                               | TREVI                                             | TREVI                                                 | Justice et affaires intérieures (JAI)                 |                                                       |                                     |                                | Communauté européenne (CE)                  | Communauté européenne (CE)                  | Union européenne (UE)                     | Union européenne (UE)                 |                                            |                                            |  |  |  |  |  |  |  |  |
|                                           | Coopération policière et judiciaire en matière pénale (CPJMP) | TREVI                                             | TREVI                                                 | Justice et affaires intérieures (JAI)                 |                                                       |                                     |                                |                                             |                                             | Union européenne (UE)                     | Union européenne (UE)                 |                                            |                                            |  |  |  |  |  |  |  |  |
|                                           | Coopération politique européenne (CPE)                        | Politique étrangère et de sécurité commune (PESC) | Politique étrangère et de sécurité commune (PESC)     | Politique étrangère et de sécurité commune (PESC)     | Politique étrangère et de sécurité commune (PESC)     |                                     |                                |                                             |                                             | Union européenne (UE)                     | Union européenne (UE)                 |                                            |                                            |  |  |  |  |  |  |  |  |
| Union occidentale (UO)                    | Union occidentale (UO)                                        | Union de l'Europe occidentale (UEO)               | Union de l'Europe occidentale (UEO)                   | Union de l'Europe occidentale (UEO)                   | Union de l'Europe occidentale (UEO)                   | Union de l'Europe occidentale (UEO) |                                |                                             |                                             |                                           | Union européenne (UE)                 |                                            |                                            |  |  |  |  |  |  |  |  |
| Union occidentale (UO)                    | Union occidentale (UO)                                        | Union de l'Europe occidentale (UEO)               | Union de l'Europe occidentale (UEO)                   | Union de l'Europe occidentale (UEO)                   | Union de l'Europe occidentale (UEO)                   | Union de l'Europe occidentale (UEO) | Dissoute en 2011               |                                             |                                             |                                           |                                       |                                            |                                            |  |  |  |  |  |  |  |  |
|                                           |                                                               |                                                   |                                                       |                                                       |                                                       |                                     |                                |                                             |                                             |                                           |                                       |                                            |                                            |  |  |  |  |  |  |  |  |